# Pazyryk

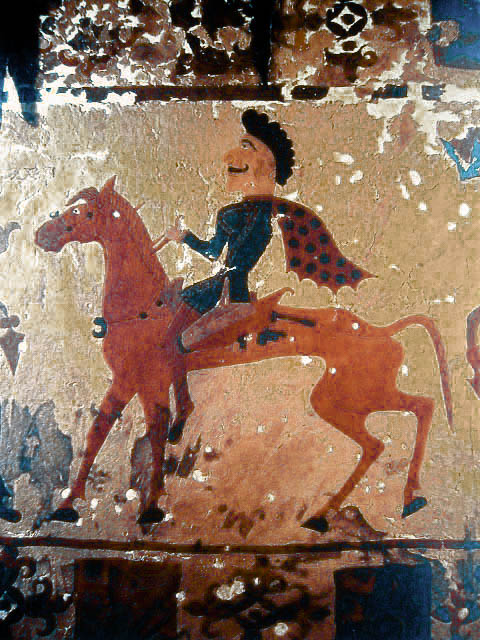
Cavaleiro Pazyryk, c. 300 a.C.

Pazyryk (em russo:  Пазарык) é um antigo povo nómada que viveu na zona das Montanhas Altai na Rússia siberiana a sul da actual cidade de Novosibirsk, perto da China, Cazaquistão e Mongólia. Nesta parte do planalto Ukok, muitas culturas da idade do Bronze faziam túmulos com toros de lariço cobertos por pedras. Estes espectaculares símbolos da cultura Pazyryk lembram os dos povos da Cítia, mais a oeste. O termo kurgan é usado nas línguas túrquicas e é geralmente usado para descrever esses túmulos. O sítio arqueológico em Ukok está incluído no sítio Montanhas Douradas do Altai classificado pela UNESCO como Património Mundial.
Os Pazyryk eram pastores nómadas que tinham cavalos e viviam nas estepes, comerciando com a Pérsia, Índia e China, o que se demonstra pelos objetos descobertos junto com as inumações de sua elite dirigente. Floresceram entre os séculos VI e III a. C. na região que Heródoto chamava de Montanhas Douradas, correspondente à cordilheira do Altai, sendo nômades belicosos de origem indo-europeia, o que se demonstra porque ambas as culturas compartilhavam traços comuns, tais quais a estética das tumbas (kurgans), o cavalo como eixo de seu estilo de vida e o consumo de maconha em rituais religiosos. Outras características desta cultura são as inumações de personagens importantes em ataúdes de madeira e o costume da tatuagem.